# بی‌دندان‌نوک‌ها
بی‌دندان‌نوک‌ها (نام علمی: Anodorhynchus) نام یک سرده از زیرخانواده طوطی نوگرمسیری است.